# Lantmäteriet
Das Lantmäteriet (deutsch Landesvermessung; ehemals Lantmäteriverket, „Landesvermessungsamt“, „Amt für Geodäsie“) ist eine schwedische Behörde mit Hauptsitz in Gävle. Zu ihren Aufgaben gehört die Bereitstellung eines geografischen Informationssystems, das Feststellen von Ortsnamen, die Zuständigkeit für das geodätische Referenzsystem und die Aufsicht über die Liegenschaftsverwaltung in Schweden. Im Forschungsarchiv werden zudem eine knappe halbe Million Karten archiviert, deren älteste auf das 17. Jahrhundert datiert ist. Das Lantmäteriet ist seit 2019 dem Finanzministerium zugeordnet. Davor war es dem Umweltministerium zugeordnet.

## Gliederung
Das Lantmäteriet hat ungefähr 2150 Mitarbeiter, wovon ca. die Hälfte am Hauptsitz in Gävle angestellt sind. Behördenleiter seit 2018 ist Susanne Ås Sivborg. Die Behörde ist in drei Abteilungen unterteilt: Fastighetsbildning, Fastighetsinskrivning und Geodata.
Die Abteilung Fastighetsbildning („Liegenschaftsbildung“) verantwortet die Liegenschaftseinteilung in Schweden. Die Fastighetsinskrivning („Liegenschaftsverwaltung“) wird überwiegend von den 21 selbständigen Geodäsiebehörden (lantmäterimyndighet) der Provinzen und von 38 kommunalen Geodäsiebehörden geleistet, die auch die Liegenschaftskataster und Grundbücher pflegen. Die Abteilung hat landesweit ungefähr 850 Mitarbeiter in etwa 80 Zweigstellen. Zusätzlich sind etwa 70 Mitarbeiter am Hauptsitz mit Stabsaufgaben betraut.
Die Abteilung Geodata erstellt und veröffentlicht geografische Informationen. Sie hat ungefähr 550 Mitarbeiter in Gävle, Karlskrona, Kiruna und Luleå. Die Abteilung entstand durch Zusammenlegung des Allgemeinen Reichskartenamts und des Zentralamts für Liegenschaftsdaten. Die Abteilung stellt heute landesweite geografische Informationen her und vertreibt diese. Die Informationen kamen zum Beispiel in den gedruckten Karten des Lantmäteriets zur Anwendung:
- Übersichtskarten (rot) im Maßstab 1:250 000
- Straßenkarten (blau) im Maßstab 1:100 000
- Flurkarten (gelb) im Maßstab 1:12 500
- Topografische Karten (grün) im Maßstab 1:50 000
- Fjällkarten (lila) im Maßstab 1:100 000 und 1:50 000

Seit 1. Juli 2018 druckt Lantmäteriet keine Karten mehr. Karteninformationen werden kostenlos im Internet bereitgestellt, sodass jeder Interessent seine eigenen Karten erstellen und ausdrucken kann. Die Abteilung verantwortet auch das nationale geodätische Referenzsystem, unterhält das Liegenschaftsregister und führt das Luftbildarchiv des Lantmäteriets.
Die ehemalige Abteilung Metria ist seit 1. Mai 2011 eine eigenständige Firma. Sie führte bis zur Ausgliederung hauptsächlich Auftragsarbeiten durch. Sie wirkte als Beratungsgesellschaft und stellte gegen Entgelt Leistungen des Lantmäteriets zur Verfügung. Die Abteilung hatte ungefähr 400 Mitarbeiter in 40 Zweigstellen.
Über die staatliche Gesellschaft Swedesurvey betreibt das Lantmäteriet auch Auslandsprojekte. Eine Vielzahl dieser Projekte werden von Sida finanziert, der staatlichen Behörde für internationale Entwicklungszusammenarbeit.

## Geschichte
Das Lantmäteriet entstand 1974 durch die Zusammenlegung des Rikets Allmänna Kartverk („Allgemeines Reichskartenamt“), das für die Kartenerstellung zuständig war, und dem Lantmäteristyrelsen („Landesvermessungsbehörde“), einer Behörde für die Liegenschaftsverwaltung. 1996 wurde auch das Centralnämnden för fastighetsdata („Zentralamt für Liegenschaftsdaten“) dem Amt angeschlossen. Das Reichskartenamt wurde 1805 unter dem Namen Fältmätningskåren durch die schwedischen Streitkräfte eingerichtet und hatte die Aufgabe, das Land vollständig zu kartografieren und Kartenmaterial (später Generalstabskarten genannt) zu erstellen. Die Abteilung Fastighetsbildning geht auf eine Organisation zurück, die 1628 mit dem Auftrag gegründet wurde, Katasterbücher und geografische Karten zu erstellen sowie neue Landesvermesser auszubilden.